# Mur de pedra

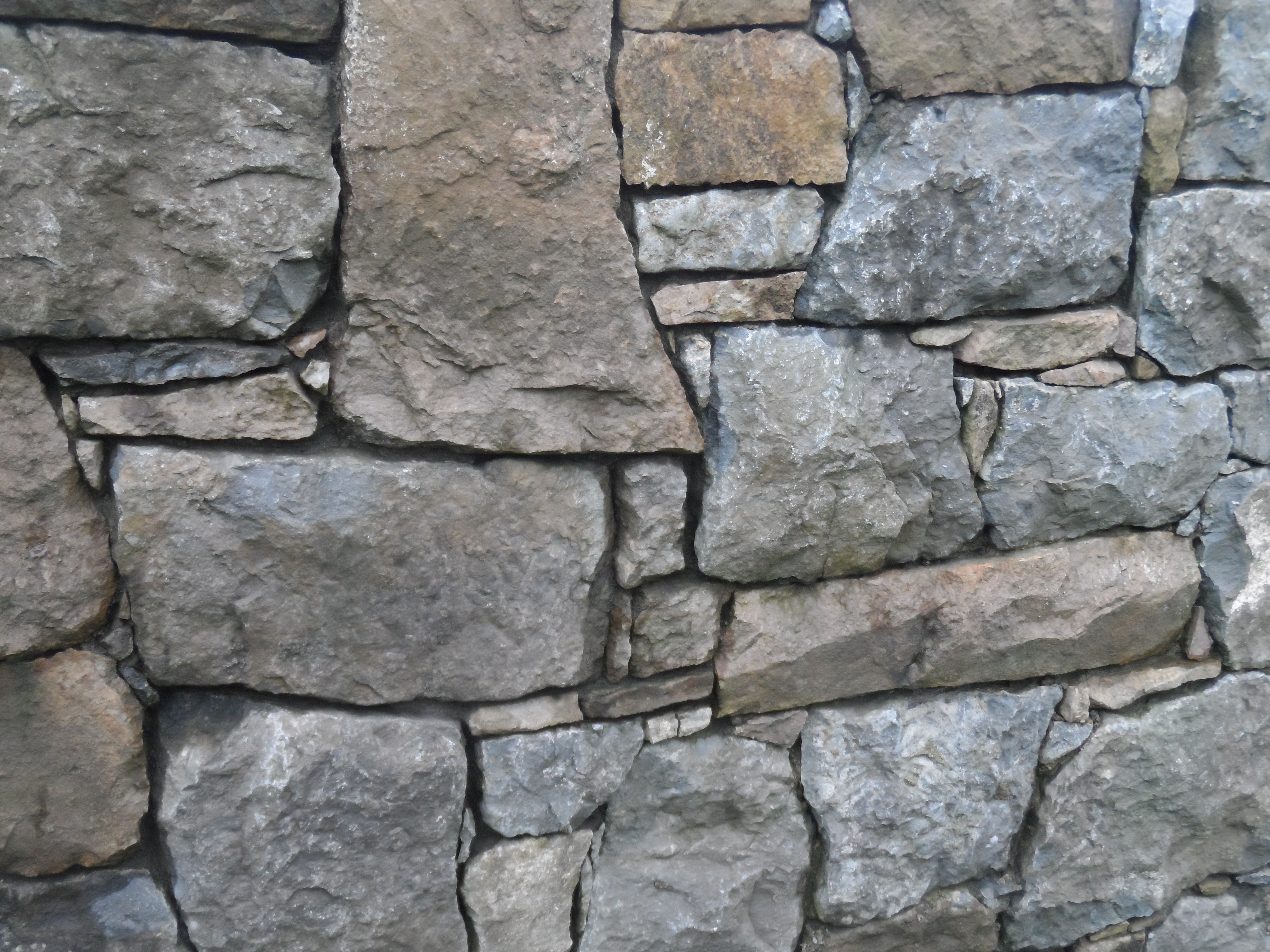
Mur de pedra, Irlanda.

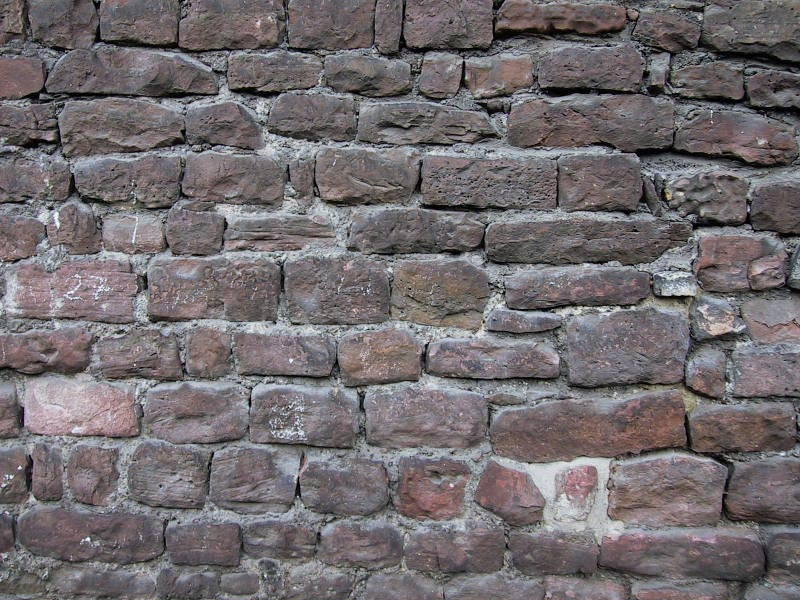
La ciutat emmuralla Worms, Alemanya

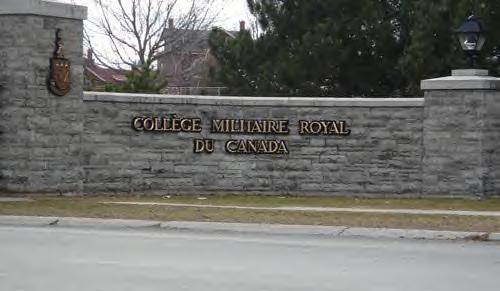
Paret de calcària a la Universitat Militar Reial de Canadà

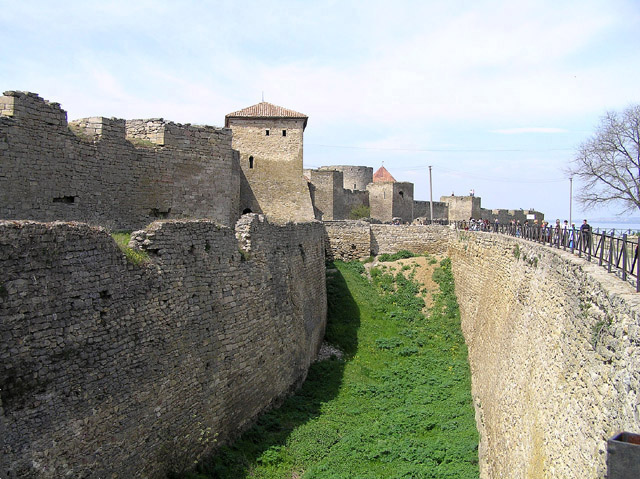
Paret de pedra defensiva dins la Fortalesa d'Akkerman en Bilhorod-Dnistrovskyi, Ucraïna

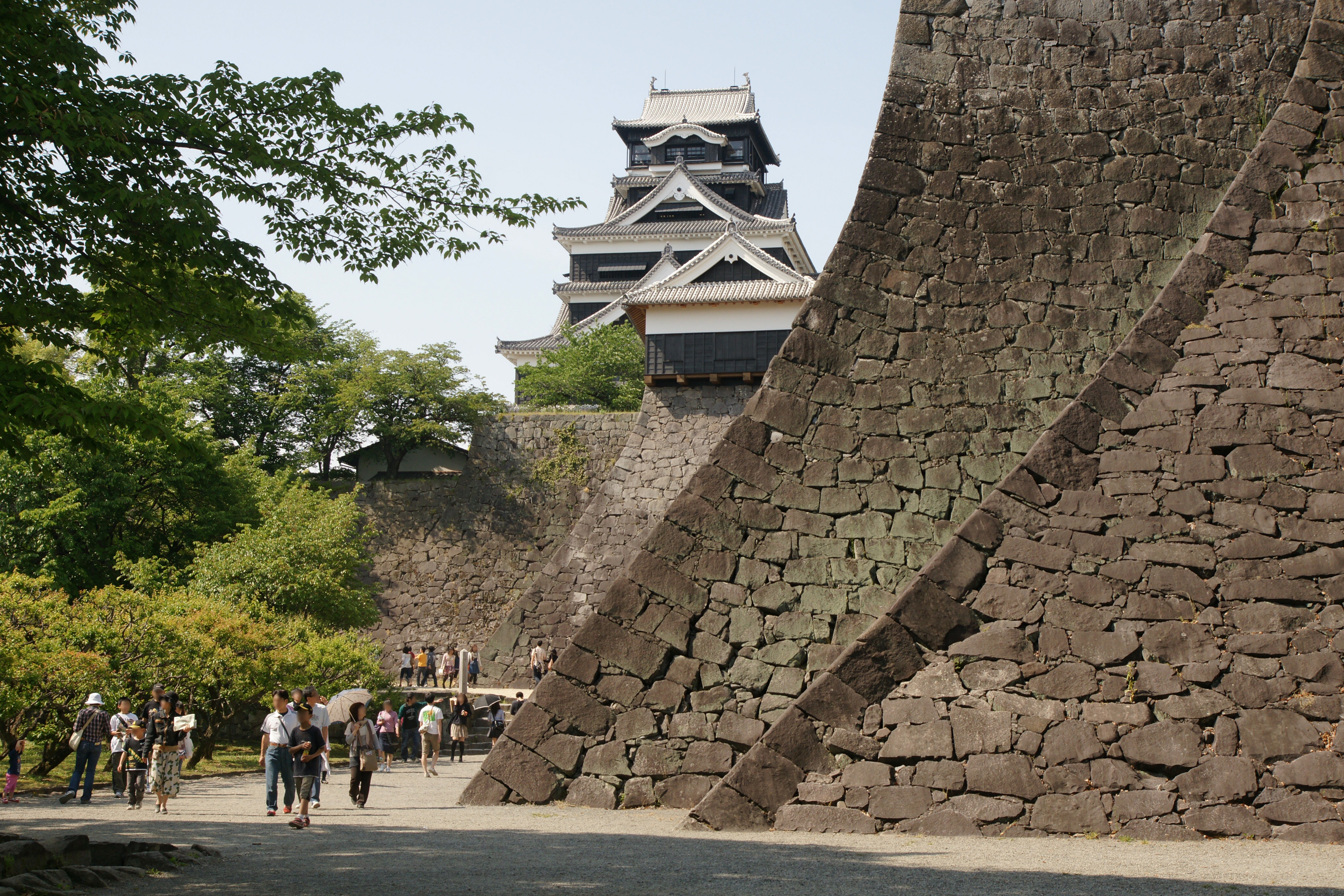
Mur de pedra del Castell de Kumamoto

Un Mur de pedra és una classe de construcció de maçoneria que s'ha utilitzat durant milers d'anys. Els primers murs de pedra van ser construïts amuntegant pedres als marges dels camps tot formant el que s'anomena paret de pedra seca. Posteriorment es va utilitzar morter de calç o argamassa per consolidar les pedres entre elles, especialment en la construcció de muralles, castells, i altres fortificacions abans i durant l'edat mitjana. Aquestes parets de pedra estan repartides per tot el món de diferents formes. Un dels millors exemples és el Mur Cíclopic de Rajgir, Índia.

## Materials
Els murs de pedra solen estar fets de materials locals que van des de la pedra calcària i sílex fins al granit i el gres. No obstant això, la qualitat de la pedra de construcció varia molt, tant en la seva resistència a la intempèrie i a la meteorització, en la resistència a la penetració de l'aigua i en la seva capacitat de treballar amb formes regulars abans de la construcció. La pedra treballada és coneguda generalment com a carreus i s'utilitza sovint per a les cantonades dels edificis de pedra. El granit és molt resistent a la intempèrie, mentre que algunes calcàries són molt febles. Altres calcàries, com la Pedra de Portland, són més resistents a la intempèrie.

## Dimensions
Les grans estructures solen estar construïdes amb parets molt gruixudes, de manera que els castells i les catedrals tenen parets de fins a 12 peus de gruix. Normalment consten d'un exterior de pedra en capes i de trencament de runes.